# 링고토

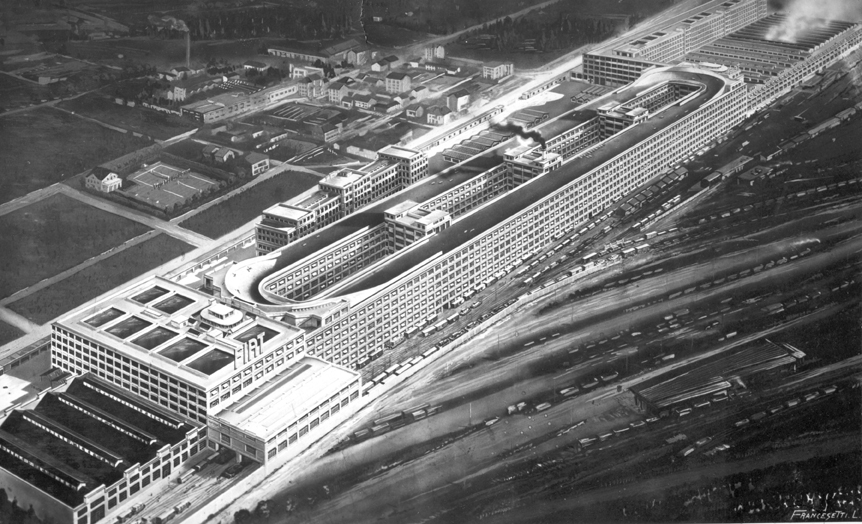
옥상의 시험 주행장이 보이는 1928년 링고토의 모습

링고토(이탈리아어: Lingotto)는 이탈리아 토리노 비아 니차(Via Nizza)에 있는 복합 건축물이다. 1923년에 완공하여 이탈리아의 자동차 제조사인 피아트의 자동차 공장으로 1982년까지 사용되었으며, 현재 피아트의 경영 본부이자 건축가 렌초 피아노의 기획에 따라 다용도 시설로 사용되고 있다.

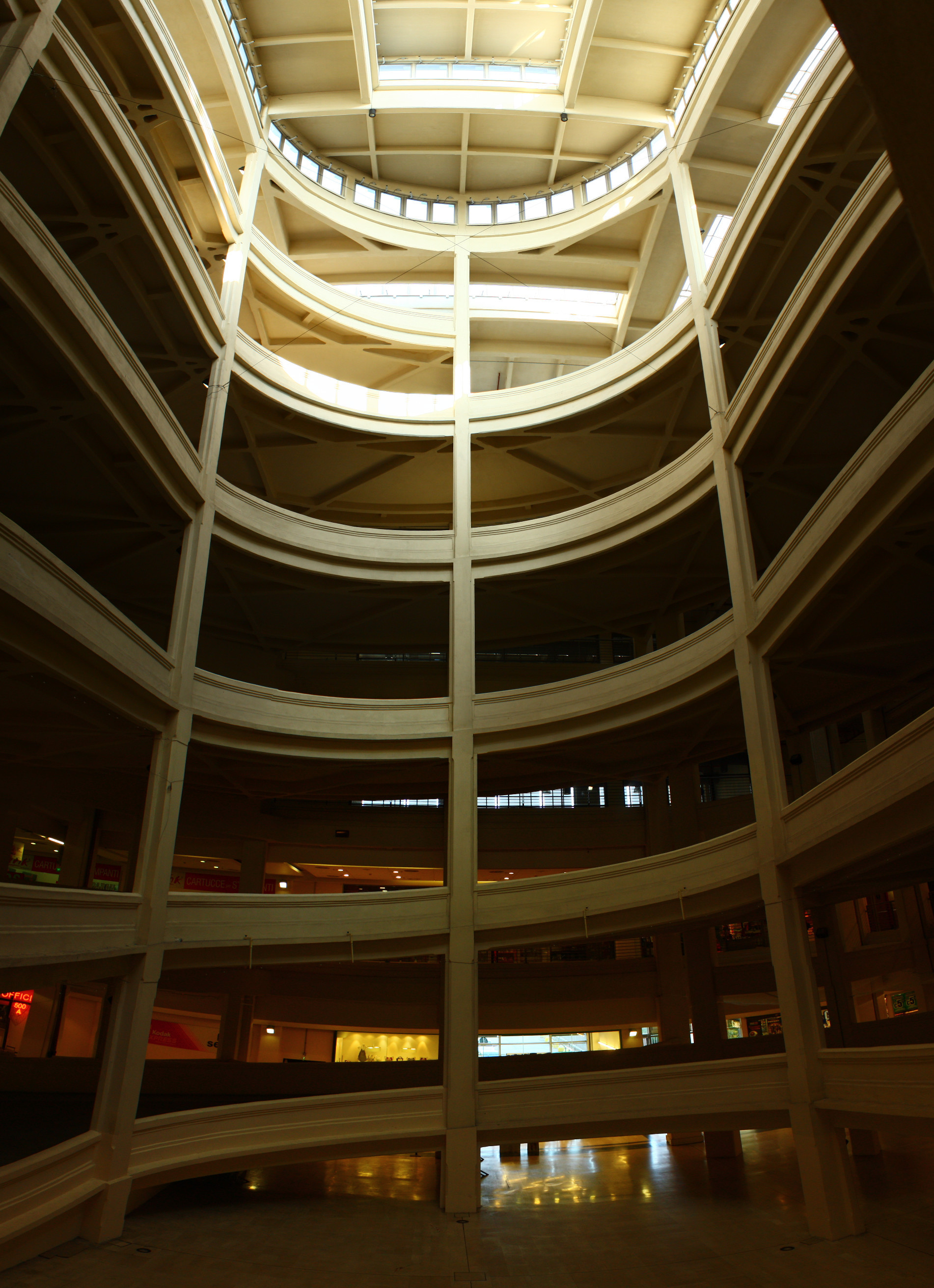
차량이 고층으로 접근하기 위해 사용하는 나선형 램프